# Javier Sádaba
Francisco Javier Sádaba Garay (Portugalete, 28 de novembre de 1940) és un filòsof basc.
Es va llicenciar en Filosofia i Lletres (secció Filosofia) per la Universitat Pontifícia de Salamanca. També és llicenciat en Teologia per la Universitat Gregoriana de Roma i en Filosofia i Lletres (secció Filosofia) per la Universitat Complutense de Madrid. És Doctor en Filosofia i Lletres (secció Filosofia), per la Universitat Autònoma de Madrid, universitat en què va aconseguir el premi extraordinari de doctorat per la tesi titulada: "El concepte de filosofia en Ludwig Wittgenstein i la seva aplicació al llenguatge religiós".
Ha estat professor en diferents universitats com Tübingen (Alemanya), Colúmbia (Nova York, Estats Units) i Oxford i Cambridge (Anglaterra).
Actualment és catedràtic d'Ètica de la Universitat Autònoma de Madrid i és membre de l'Observatori de Bioètica i Dret de la Universitat de Barcelona. Ha treballat també en Filosofia de la Religió i Filosofia Lingüística i destaquen les seves aportacions al camp de la bioètica.

## Pensament i obra
La seva concepció de la filosofia, que s'insereix en el món quotidià sense perdre el rigor, li col·locarà en els focus de la societat i de la política. La seva postura, a la contra de l'oficialitat, sobre el País Basc li ocasionaran no poques molèsties i moltes satisfaccions. Alhora, manté una intensa tasca com a escriptor d'obres tant especialitzades com dirigides al públic generalista, amb més de trenta llibres i 
centenars d'articles publicats. Dins de la seva producció literària caldria diferenciar els llibres de gènere major o més acadèmic i els llibres de gènere menor o generalistes. Entre aquests últims destaca Saber viure, llibre que va escriure el 1984 connectant amb la sensibilitat de la societat del moment. D'ell es van fer nombroses edicions causa de l'enorme interès que va suscitar.
Per sintetitzar el seu pensament, exposat a través d'escrits i conferències, caldria distingir quatre apartats:
- Filosofia de la Religió. Javier Sádaba ha estat pioner en el que s'ha anomenat una filosofia de la religió laica. Aquesta 'filosofia de' està estretament relacionada amb la història de les religions. Una de les aportacions fonamentals de Sádaba a la Filosofia de la Religió ha estat la seva tasca encaminada a la desvinculació de la Teologia. La seva segona contribució personal en l'àmbit acadèmic ha estat la sistematització i vertebració d'aquesta disciplina.
- Wittgenstein. Sádaba s'ha dedicat profusament a estudiar a Ludwig Wittgenstein, a la recepció i als ensenyaments de la filosofia wittgensteiniana, incrementant la seva acceptació i coneixement generalista. Eugenio Trías considera en el pròleg al llibre de Sádaba: "Llenguatge, màgia i metafísica: l'altre Wittgenstein", que una de les grans aportacions de Sádaba a la recepció del pensament wittgenstenià és l'explicació que dona sobre la vinculació entre el Wittgenstein I i el Wittgenstein II.
- La Bioètica. En tercer lloc figura la seva extensa obra sobre Bioètica. Javier Sádaba és defensor d'una bioètica igualment laica i en contacte amb la biologia i s'ha posicionat sempre públicament davant els temes més controvertits dins d'aquesta matèria. Prova evident de la seva dedicació a aquest camp és la seva incorporació, en qualitat de membre d'aquests, a l'Observatori de Bioètica i Dret de la Universitat de Barcelona i l'Institut d'Ètica Clínica Francisco Vallès de la Universitat Europea de Madrid. El primer llibre de Sádaba sobre la matèria: "Homes a la carta", va aparèixer el 1998 i va ser l'obra divulgativa inaugural, sobre una disciplina desconeguda per al conjunt de la societat en aquell moment. En els últims temps el seu objecte d'estudi està sent la neuroètica i la neuroreligió.
- L'Ètica. Finalment destaca la seva importantíssima dedicació i aportació a l'Ètica, ja que Javier Sádaba és fonamentalment un filòsof moral. En els seus quatre últims llibres publicats, "La Vida Buena", "El amor y sus formas", "No sufras más" i "Ética erótica", sobresurt la idea que la comesa de la filosofia consisteix a ajudar a viure el millor possible. L'últim d'ells, Ètica eròtica, publicat en 2014, és una síntesi del que Sádaba considera que ha de ser una ètica completa i suposa igualment una crítica política.

## Obres
- Lenguaje religioso y filosofía analítica (1977)
- Qué es un sistema de creencias (1978)
- Filosofía, lógica y religión (1979)
- Conocer a Wittgenstein (1980)
- Saber vivir (1984)
- Lenguaje, magia, metafísica. El otro Wittgenstein (1984)
- Las causas perdidas (1987)
- Euskadi: pensando el conflicto (1987) Escrit amb Fernando Savater
- El amor contra la moral (1988)
- Lecciones de filosofía de la religión (1989)
- La filosofía analítica actual: de Wittgenstein a Tugendhat (1989)
- Saber morir (1991)
- Dios y sus máscaras (1993)
- Diccionario de ética (1997)
- Amor diario (1997)
- La vida en nuestras manos (2001)
- Filosofía contada con sencillez (2002)
- Principios de bioética laica (2004)
- De Dios a la nada: las creencias religiosas. Barcelona: Espasa, 2006.
- El amor y sus formas: claves para entender el sentimiento más universal. Madrid. Península, 2010.
- La vida buena. Cómo conquistar nuestra felicidad. Madrid: Península, 2010.
- No sufras más: la felicidad en la vida cotidiana. Madrid: Península, 2012.
- Ética erótica. Una forma diferente de sentir. Madrid: Península, 2014.

## Algunes col·laboracions en obres col·lectives i llibres
- Animales y derechos. En El derecho de los animales. Madrid: Marcial Pons, 2015
- Ética de la comunicación. En Retos y perspectivas de la filosofía para el siglo XXI. José María Aguirre Oraá (Ed.). Barcelona: Anthropos, 2014.
- Por qué interesa a un agnostico la filosofía de la religión. En Pensando la religión: Homenaje a Manuel Fraijó. Madrid: Trotta, 2014
- ¿Nuevas bases neurocientíficas de la moral? En Bioética: de la globalización a la toma de decisiones. HERREROS, Benjamín ⁵ y BANDRÉS, Fernando (coord.). Madrid: Fundación Tejerina, 2012.
- Neuroética. Sus problemas. En Bioética: de la globalización a la toma de decisiones. HERREROS, Benjamín y BANDRÉS, Fernando (coord.). Madrid: Fundación Tejerina, 2012.
- Hacker sobre Wittgenstein. En Antropología de Wittgenstein: reflexionando con P. M. S. Hacker / coord. por Jesús Padilla Gálvez, 2011.
- WITTGENSTEIN, Ludwig. Tractatus Logico-Philosophicus. Madrid: Alianza, 5ª reimp. 2010. Prólogo Javier Sádaba.
- El origen de la igualdad en el derecho y la moral en Ernst Tugendhat. En Igualdad en el derecho y la moral / coord. Por Jesús Padilla Gálvez, 2009.
- Identidad humana e ingeniería genética. En El conflicto de las racionalidades / Lydia Feito Grande (ed. lit.), 2008,
- WITTGENSTEIN, Ludwig. Últimos escritos sobre filosofía de la psicología. ; Volumen I, estudio preliminar de Javier Sádaba. Madrid: Tecnos, 2008.
- WITTGENSTEIN, Ludwig. Observaciones a " La Rama Dorada " de Frazer. Introd. y trad. Javier Sádaba. Madrid: Tecnos, 2008
- Wittgenstein: El cabecilla de una nueva filosofía. En Filosofía hoy.
- "Que é ser nacionalista? Mitos nacionalistas e antinacionalistas En Nacionalismo vasco: voces a prol do diálogo (J. I. Ruíz Olabuénaga, J. L. Orella Unzúe, coords.) Galiza: Edicións Laiovento, Ames, Galiza, 2006.
- Moral y religión. En El futuro de la religión, (compilación de Gerardo Martínez Cristerna) México: Fundación Cultural Hombre y Mundo, 2006.
- ¿El fin de la historia? La crítica de la postmodernidad al concepto de historia como metarrelato. En Filosofía de la historia / coord. Por Manuel Reyes Mate Rupérez, 2005.
- José Luis López Aranguren. En Educación y Universidad. Madrid: Editorial Centro de Estudios Ramón Areces ; Universidad Rey Juan Carlos I, Servicio de Publicaciones, [2005].
- Mostrar el límite del lenguaje. En La generación de la democracia: nuevo pensamiento filosófico en España / Alberto Ruiz de Samaniego (ed. lit.), Miguel Angel Ramos (ed. lit.), Madrid: Tecnos-Alianaza, 2002.
- Ética analítica. En Historia de la ética. Coord. Por M. Victoria Camps Cervera, Vol. 3, 2000 (La ética contemporánea). Barcelona: Crítica, 2000.
- Libertad y necesidad en el pensamiento de Carlos París. En Ciencia, técnica, cultura: Congreso internacional: homenaje a la figura y la obra de Carlos París. Madrid. Universidad Autónoma, 1997.
- Filosofía de la religión en Wittgenstein. En Filosofía de la religión. editado por Manuel Fraijó. Madrid: Editorial Trotta, 1994.
- Normas e ideales. En Ética día tras día: homenaje al profesor Aranguren en su ochenta cumpleaños. Madrid: Trotta, 1991
- Entre la antiideologia y las ideas light”. En España 1999. Madrid: Temas de Hoy, 1990.
- La crisis de la modernidad. En Terminología científico-social. Barcelona: Anthropos, 1988.

## Opinions sobre política
- En 2003 es va oposar a la participació d'Espanya a la invasió de l'Iraq.
- En 2005 es va oposar a la Constitució Europea en el referèndum que es va celebrar a Espanya a tal fi.
- S'ha mostrat en reiterades ocasions a favor del diàleg entre nacionalistes i constitucionalistes per resoldre el problema del terrorisme al País Basc.